# トニー賞 演劇主演女優賞
トニー賞の演劇主演女優賞(Best Performance by a Leading Actress in a Play)は、第1回となる1947年から授与されている。

## 受賞一覧
- 1947年：イングリッド・バーグマン　-『w:Joan of Lorraine』 & ヘレン・ヘイズ　-『Happy Birthday』
- 1948年：ジュディス・アンダーソン　-『メディア』 & ジェシカ・タンディ　-『欲望という名の電車』
- 1949年：マーティタ・ハント（英語版）　-『w:The Madwoman of Chaillot』

- 1950年：シャーリー・ブース　-『愛しのシバよ帰れ』
- 1951年：ユタ・ヘーゲン（英語版）　-『The Country Girl』 -『喝采』
- 1952年：ジュリー・ハリス　-『w:I Am a Camera』
- 1953年：シャーリー・ブース　-『w:Time of the Cuckoo』
- 1954年：オードリー・ヘプバーン　-『オンディーヌ』
- 1955年：ナンシー・ケリー　-『悪い種子』
- 1956年：ジュリー・ハリス　-『w:L'Alouette (The Lark)』
- 1957年：マーガレット・レイトン　-『セパレート・テーブルズ』
- 1958年：ヘレン・ヘイズ　-『w:Time Remembered』
- 1959年：ガートルード・バーグ（英語版）　-『w:A Majority of One』

- 1960年：アン・バンクロフト　-『奇跡の人』
- 1961年：ジョーン・プロウライト　-『蜜の味』
- 1962年：マーガレット・レイトン　-『イグアナの夜』
- 1963年：ユタ・ヘーゲン　-『ヴァージニア・ウルフなんかこわくない』
- 1964年：サンディ・デニス　-『w:Any Wednesday』
- 1965年：アイリーン・ワース（英語版）　-『w:Tiny Alice』
- 1966年：ローズマリー・ハリス　-『冬のライオン』
- 1967年：ベリル・リード（英語版）　-『w:The Killing of Sister George』
- 1968年：ゾーイ・コールドウェル　-『ミス・ブロディの青春（英語版）』
- 1969年：ジュリー・ハリス　-『w:Forty Carats』

- 1970年：タミー・グライムズ（英語版）　-『w:Private Lives』
- 1971年：モーリン・ステイプルトン　-『w:The Gingerbread Lady』
- 1972年：サダ・トンプソン（英語版）　-『Twigs』
- 1973年：ジュリー・ハリス　-『w:The Last of Mrs. Lincoln』
- 1974年：コリーン・デューハースト　-『日陰者に照る月』
- 1975年：エレン・バースティン　-『セイム・タイム、ネクスト・イヤー』
- 1976年：アイリーン・ワース（英語版）　-『青春の甘き小鳥』
- 1977年：ジュリー・ハリス　-『w:The Belle of Amherst』
- 1978年：ジェシカ・タンディ　-『w:The Gin Game』
- 1979年：コンスタンス・カミングス　-『Wings』 & キャロル・シェリー　-『エレファント・マン』

- 1980年：フィリス・フレリック　-『小さき神の、作りし子ら（英語版）』（映画化作品は『愛は静けさの中に』）
- 1981年：ジェーン・ラポテア（英語版）　-『Piaf』
- 1982年：ゾーイ・コールドウェル　-『メディア』
- 1983年：ジェシカ・タンディ　-『Foxfire』
- 1984年：グレン・クローズ　-『The Real Thing』
- 1985年：ストッカード・チャニング　-『w:A Day in the Death of Joe Egg』
- 1986年：リリー・トムリン　-『w:The Search for Signs of Intelligent Life in the Universe』
- 1987年：リンダ・ラヴィン　-『ブロードウェイ・バウンド』
- 1988年：ジョアン・アレン　-『w:Burn This』
- 1989年：ポーリーン・コリンズ　-『シャーリー・ヴァレンタイン』

- 1990年：マギー・スミス　-『w:Lettice and Lovage』
- 1991年：マーセデス・ルール　-『ヨンカーズ物語』
- 1992年：グレン・クローズ　-『死と処女』
- 1993年：マデリーン・カーン　-『w:The Sisters Rosensweig』
- 1994年：ダイアナ・リグ　-『メディア』
- 1995年：チェリー・ジョーンズ　-『女相続人（英語版）』
- 1996年：ゾー・コールドウェル　-『マスタークラス』
- 1997年：ジャネット・マクティア　-『人形の家』
- 1998年：マリー・ミューレン　-『w:The Beauty Queen of Leenane』
- 1999年：ジュディ・デンチ　-『エイミーズ・ビュー（英語版）』

- 2000年：ジェニファー・イーリー　-『リアルシング』
- 2001年：メアリー＝ルイーズ・パーカー　-『プルーフ/証明』
- 2002年：リンゼイ・ダンカン　-『私生活』
- 2003年：ヴァネッサ・レッドグレイヴ　-『夜への長い旅路』
- 2004年：フィリシア・ラシャド　-『黒い一粒のプライド』
- 2005年：チェリー・ジョーンズ　-『ダウト-疑いをめぐる寓話』
- 2006年：シンシア・ニクソン　-『w:Rabbit Hole』
- 2007年：ジュリー・ホワイト　-『The Little Dog Laughed』
- 2008年：ディアナ・ダナガン　-『w:August: Osage County』
- 2009年：マーシャ・ゲイ・ハーデン - 『大人は、かく戦えり（英語版）』

- 2010年：ヴィオラ・デイヴィス - 『w:Fences 』
- 2011年：フランシス・マクドーマンド - 『Good People』
- 2012年：ニーナ・アリアンダ - 『ヴィーナス・イン・ファー』
- 2013年：シシリー・タイソン - 『バウンティフルへの旅』
- 2014年：オードラ・マクドナルド - 『レディ・デイ』
- 2015年：ヘレン・ミレン - 『ザ・オーディエンス（英語版）』
- 2016年：ジェシカ・ラング - 『夜への長い旅路』
- 2017年：ローリー・メトカーフ - 『人形の家 パート2（英語版）』

注意
ここで表記される邦題は、翻訳上演されたときの物に準ずる。また、日本では上演されていないが、映画作品から舞台作品へと転じた物・映像化された物が日本で公開され邦題が付けられた物・原作または書籍化された物が日本で出版され邦題が付いている物などに関しても、それに準ずることとする（WOWOWで放送される授賞式で表記された邦題についても一部参考として表記）。